# Вайоминг (шхуна)
«Вайоминг» (англ. Wyoming) — американская деревянная шестимачтовая шхуна, была самым большим из деревянных судов, когда-либо построенных в США.
Из-за своей чрезвычайной длины и деревянной конструкции судно имело тенденцию изгибаться при сильном волнении, что приводило к изгибу и скручиванию длинных досок и позволяло морской воде проникать в трюм. Чтобы содержать трюм относительно свободным от воды, «Вайоминг» был вынужден использовать насосы.

## Создание судна
«Вайоминг» был спроектирован Бентом Хэнсоном и Майлзом Мерри, главным строителями торговых судов на Атлантическом побережье США компании Percy & Small из города Бат, штат Мэн, для перевозки угля.
Построенная в 1909 году шхуна имела почти 140 метров общей длины (110 метров по палубе), ширину 15,27 метров и осадку 9,27 метров. Её брутто-регистровый тоннаж составлял 3730,54 тонн, нетто-регистровый тоннаж 3036,21 тонн и  дедвейт 6004 тонны. «Вайоминг» мог перевозить 6000 тонн угля, был построен из 6-дюймовых сосновых досок и имел 90 диагональных железных поперечин для крепления с каждой стороны.
«Вайоминг» был оборудован брашпилем Hyde и паровой лебёдкой для управления парусами, что позволило управлять шхуной с экипажем в 11 человек. Как силовой агрегат для движения судна паровая машина не использовалась.
Шхуна была названа в честь штата Вайоминг, потому что его губернатор Брайант Батлер Брукс (1907—1921) был одним из инвесторов в это судно, стоивший 175 000 долларов в ценах 1909 года.
«Вайоминг» представлял собой высшую ступень в строительстве деревянных парусных судов. Подъём парусов производился бензиновым двигателем. Паровой двигатель использовался для вспомогательных задач — буксировки, рифления парусов и откачивания воды. На борту члены экипажа могли общаться друг с другом с помощью телефонов. Судно было снабжено беспроводной связью[уточнить], паровым обогревом, а также горячей и холодной водой. Судно было построено для транспортировки угля на большие расстояния. Парусник обеспечивал недорогой способ доставки угля в отдалённые порты, так как обладал неограниченным радиусом действия и был недорогим в эксплуатации. Во время первого коммерческого рейса «Вайоминга» из Балтимора в Бостон было перевезено 5 822 тонны угля.

## История
«Вайоминг» был спущен на воду 15 декабря 1909 года. 21 декабря вышел в своё первое плавание в Ньюпорт-Ньюс, штат Виргиния.
С 1916 году — в чартере компании International Paper Co. В 1917 году судно было продано компании France & Canada Steamship Co. примерно за 350 000 долларов. К 1 октября 1919 года оно заработало более чем вдвое больше, и его владельцы зафрахтовали его для поставки угля из Норфолка в Геную.
В 1921 году «Вайоминг» был продан компании AW Frost & Co. в Портленд, штат Мэн. В 1924 году шхуна покинула Норфолк и направилась с грузом угля в канадский город Сент-Джон провинция Нью-Брансуик. 11 марта 1924 года, чтобы переждать непогоду, вызванную циклоном Nor'easter, «Вайоминг» бросил якорь в проливе Нантакет Саунд у Чатема, штат Массачусетс и после этого исчез. Считалось, что он затонул, и весь экипаж из 14 человек погиб.
14 марта 1924 года в издании Greenfield Daily Recorder были сообщены имена членов экипажа «Вайоминга», который, предположительно, был утерян.
Семьдесят девять лет спустя были найдены останки большого парусного судна. В 2003 году затонувшее судно «Вайоминг» было обнаружено у острова Мономой компанией American Underwater Search and Survey Ltd.. 8 ноября 2003 года Cape Code Times опубликовала сообщение, что останки Вайоминга были найдены на глубине 19—21 метр. Судно разломилось почти посередине. Один из сотрудников компании, занимавшейся поиском судна, предположил, что из-за сильного волнения на море судно, загруженное полным грузом угля, ударилось о дно, сломав киль.

## Память

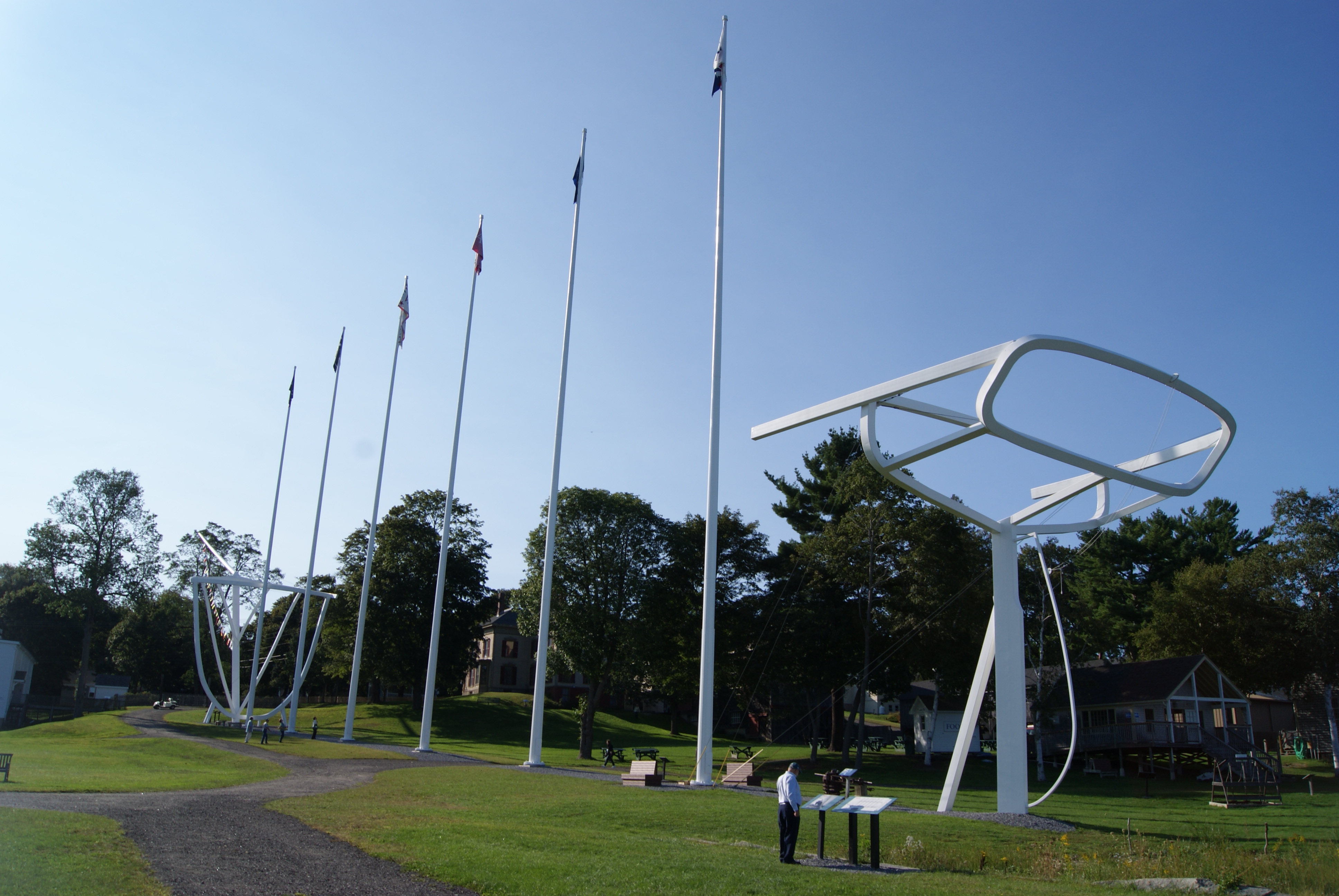
Скульптурная композиция, посвященная шхуне «Вайоминг» в Мэнском морском музее

В Мэнском морском музее на природе создана скульптурная композиция, посвященная паруснику «Вайоминг». Она не имеет цельной формы и её габариты равны размеру шхуны. Открытая конструкция памятника позволяет использовать преимущества прибрежной зоны и не закрывает виды реки..